# Pseudelaenia leucospodia
Pseudelaenia leucospodia là một loài chim trong họ Tyrannidae.